# Saint-Vran
Saint-Vran (bret. Sant-Vran) – miejscowość i gmina we Francji, w regionie Bretania, w departamencie Côtes-d’Armor.
Według danych na rok 1990 gminę zamieszkiwały 672 osoby, a gęstość zaludnienia wynosiła 24 osoby/km² (wśród 1269 gmin Bretanii Saint-Vran plasuje się na 734. miejscu pod względem liczby ludności, natomiast pod względem powierzchni na miejscu 315.).